# 阿兰·纪尧姆·本约尼
阿兰·纪尧姆·本约尼（法語：Alain-Guillaume Bunyoni，1972年4月23日—）是布隆迪政治家，曾任布隆迪总理，1998年6月12日该职位被废除，2020年6月23日重新设立。